# Турецкий Красный Полумесяц

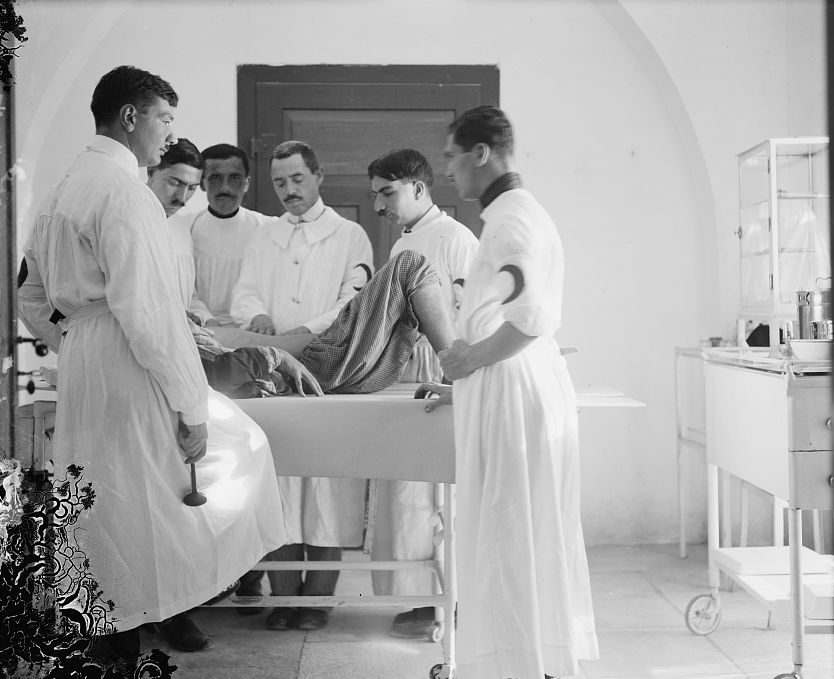
Сотрудники Красного Полумесяща оказывают помощь раненым солдатам в Иерусалиме во время Первой мировой войны

Турецкий Красный полумесяц (тур. Türkiye Kızılay Derneği) — турецкая крупнейшая организация медицинской помощи, входящая в международное движение Красного Креста и Красного Полумесяца.

## История
«Турецкий Красный Полумесяц» был основан 11 июня 1868 года в Османской империи под наимеванием Osmanlı Yaralı ve Hasta Askerlere Yardım Cemiyeti (Османская организация для раненых и больных солдат). С тех пор неоднократно меняла своё название. В 1877 стала называться Osmanlı Hilal-i Ahmer Cemiyeti (Османская организация Красного полумесяца). Наименование Türkiye Kızılay Cemiyeti (Организация Красного Полумесяца Турции) получила в 1935 году уже после образования Турецкой республики от её руководителя Кемаля Ататюрка. Первым руководителем её был грек по происхождению Марко Паша (Маркос Апостолидис). В 1947 году получила своё нынешнее название.

## Структура
Турецкий Красный полумесяц возглавляет комиссия из 11 членов (Yönetim Kurulu). Её председателем в настоящее время является Текин Кючюкали (Tekin Küçükali). Также существует наблюдательный совет по делам Красного полумесяца (Denetim Kurulu) , генеральный директорат по управлению (Genel Müdürlük) и совет по делам женщин и молодёжи. Руководящие органы организации находятся в Анкаре. На всей территории Турции расположены более чем 650 отделений Красного Полумесяца. Высшим органом его является Генеральное собрание (Genel Kongre), на котором собираются представители всех отделений и руководящих органов Красного Полумесяца. Генеральное собрание происходит ежегодно в апреле.
Цели организации выражаются в следующем:
Turkish Red Crescent Society is a humanitarian organisation that provides relief to the vulnerable and those in need by mobilising the power and resources of the community to protect human dignity anytime, anywhere, under any conditions and support the enhancement of the community’s capacity to cope with disasters.
Работа Турецкого Красного Полумесяца также основывается на семи основных правилах, принятых на ХХ Международной конференции Обществ Красного Креста в 1965 году в Вене: гуманизме, беспартийности, нейтралитете, независимости, добровольности, единстве и универсальности.

## Области деятельности и финансирование
Турецкий красный Полумесяц видит свои задачи в оказании всей возможной помощи при преодолении природных катастроф и их последствий, организации донорства, мероприятий по восстановлению здоровья (реабилитации), проведению просветительской деятельности в областях санитарии, гигиены здоровья. Финансирование Турецкого Красного Креста осуществляется не государством, а за счёт частных пожертвований, членских взносов, благотворительных мероприятий, издания специальных марок и т.п. 

## Дополнения
- Веб-сайт Турецкого Красного Полумесяца